# John Aitken
John Aitken (født 1870, død 1919) var en skotsk fodboldspiller. Hans primære position på banen var som angriber. Han blev født i Dumfries. Han spillede for Kings Rifle Volunteers og Manchester United F.C. i sin karriere. John Aitken fik sin debut for Manchester United F.C. i en kamp mod Crewe Alexandria i 1895, en kamp som Manchester United vandt med 5-0. Han spillede i Manchester United F.C. fra 1895 til 1896.